# Länsväg 305
Länsväg 305 går sträckan Delsbo – Friggesund – Hassela – Stöde. Den är 90 km lång, varav huvuddelen i Gävleborgs län. Ungefär en tredjedel av sträckan går i Västernorrlands län. Kommunerna som passeras är Hudiksvall, Nordanstig och Sundsvall.
Den går genom orterna Delsbo, Bjuråker, Friggesund, Hassela, Norrhassel, Vigge och Stöde.

## Anslutningar
- Riksväg 84 vid Delsbo
- Länsväg X 743 vid Delsbo
- Länsväg X 740 vid Delsbo
- Länsväg X 745 vid Bjuråker
- Länsväg X 727 nära Friggesund
- Länsväg X 741 vid Friggesund
- Länsväg X 772 nära Friggesund
- Länsväg X 773 nära Hedvigsfors
- Länsväg X 774 i Hedvigsfors
- Länsväg 307 vid Hassela
- Länsväg X 770 norr om Hassela
- Länsväg Y 541 vid Norrhassel
- Länsväg Y 542 vid Vigge
- Länsväg Y 540 söder om Stöde
- Länsväg Y 511 i Stöde
- E14 i Stöde

## Historia
Vägen har haft nummer sedan år 1962 och numret har varit 305 sedan dess. Före 1985 gick väg 305 vidare från Stöde till Anundgård (Holm) och Kälarne. Större delen av denna sträckning ingår idag i länsväg 320 och resten heter nu länsväg Z 586. Den kvarvarande delen av 305:an går i samma sträckning som på 1960-talet. Delsträckan Delsbo-Hassela är byggd på 1950-talet eller början på 1960-talet. Delsträckan Hassela-Stöde går i samma sträckning som åtminstone på 1940-talet. Den är ganska krokig och till stor del fortfarande (2012) grusväg.